# TSR Rajcza „Góra Hutyrów”
TSR Rajcza „Góra Hutyrów” – telewizyjna stacja retransmisyjna umieszczona na maszcie o wysokości 30 m, znajdująca się w Rajczy. Użytkownikiem stacji jest EmiTel.

## Transmitowane programy

### Programy telewizyjne - cyfrowe
| Skład multipleksu                                                                                | Częstotliwość | Kanał | Moc promieniowana nadajnika | Polaryzacja | Kompresja wizji |
| ------------------------------------------------------------------------------------------------ | ------------- | ----- | --------------------------- | ----------- | --------------- |
| MUX 3 - TVP1 HD - TVP2 HD - TVP3 Katowice - TVP Kultura - TVP Historia - TVP Sport - TVP Info HD | 634,00 MHz    | 41    | 0,02 kW                     | pozioma     | MPEG-4          |

## Nienadawane analogowe programy telewizyjne
Programy telewizji analogowej wyłączone 19 marca 2013 roku.
| LP | Program | Częstotliwość | Kanał | Moc nadajnika | Polaryzacja |
| -- | ------- | ------------- | ----- | ------------- | ----------- |
| 1  | TVP1    | 783,25 MHz    | 60    | 0,1 kW        | pozioma     |
| 2  | TVP2    | 687,25 MHz    | 48    | 0,1 kW        | pozioma     |